# Berlin (Geórgia)
Berlin é uma cidade  localizada no estado americano de Geórgia, no Condado de Colquitt.

## Demografia
Segundo o censo americano de 2000, a sua população era de 595 habitantes.
Em 2006, foi estimada uma população de 620, um aumento de 25 (4.2%).

## Geografia
De acordo com o United States Census Bureau tem uma área de 
1,9 km², dos quais 1,9 km² cobertos por terra e 0,0 km² cobertos por água.

## Localidades na vizinhança
O diagrama seguinte representa as localidades num raio de 24 km ao redor de Berlin. 